# Wat Suthat

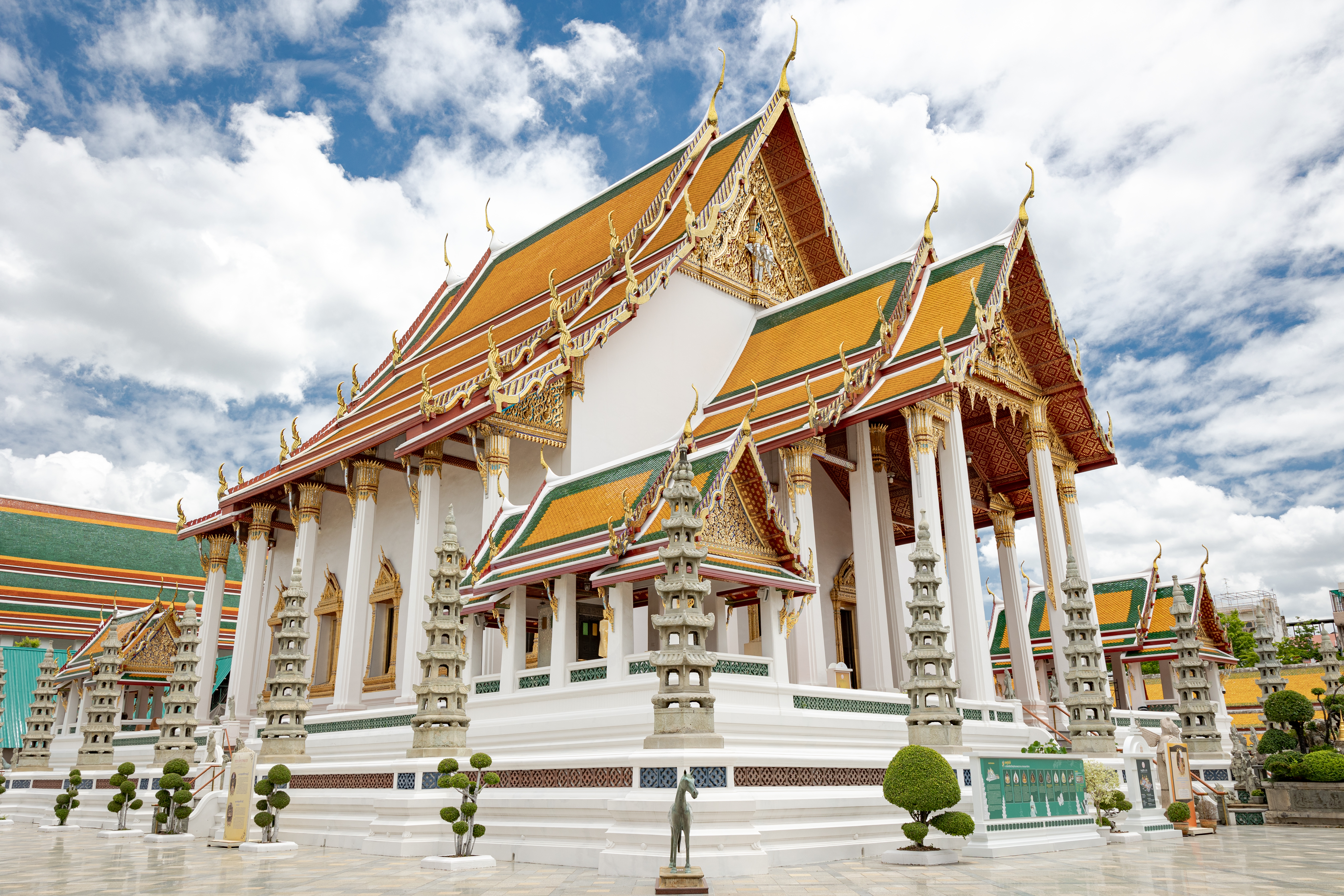
Wihan Luang von Wat Suthat

Wat Suthat (vollständiger Name: Wat Suthat Thepwararam Ratchaworamahawihan – Thai: วัดสุทัศนเทพวราราม ราชวรมหาวิหาร) ist ein buddhistischer Tempel (Wat) im Bezirk Phra Nakhon von Bangkok, der Hauptstadt von Thailand. Er ist mit einer Fläche von etwa 40 ha einer der größten Tempel von Bangkok. König Rama I. (Phra Phutthayotfa Chulalok) ließ ihn für eine Buddha-Statue aus dem Wat Mahāthāt in Sukhothai, dem acht Meter großen Buddha Shakyamuni errichten.

## Lage
Wat Suthat liegt im Herzen der Altstadt von Bangkok, der so genannten Rattanakosin-Insel, an der Bamrung Mueang Road im Bezirk Phra Nakhon.
Direkt vor dem Tempel befindet sich Sao Ching Cha, die „Große Schaukel“. Sie war in früheren Zeiten alljährlich Schauplatz einer mehrtägigen brahmanischen Zeremonie zu Ehren des Hindu-Gottes Shiva. Auf der anderen Straßenseite der Bamrung Mueang Road liegt der Devasathan, ein kleiner brahmanischer Tempelbezirk, in dem die vorbereitenden Zeremonien für die Schaukelzeremonie abgehalten wurden.

## Geschichte
König Rama I. (Phra Phutthayotfa) bestieg den Thron des siamesischen Reiches im Jahre 1782 als erster Herrscher der neu gegründeten Chakri-Dynastie. Er beabsichtigte, mit seiner neuen Hauptstadt Bangkok eine Nachbildung von Ayutthaya zu errichten, das 15 Jahre zuvor von den Burmesen vollständig zerstört worden war. Künstler, Architekten und Handwerker sollten den Königspalast, die Stadtmauern, Stadttore und die Königlichen Tempel genau nach dem Vorbild Ayutthaya bauen.
Als Bauplatz für den zentralen Tempel wurde das Zentrum der damaligen Hauptstadt ausgesucht, so wie der Berg Meru das Zentrum des Universums ist. Sowohl der Plan der Gesamtanlage wie auch der Baustil der Gebäude sollten buddhistische Regeln und Symbolik berücksichtigen. Das gesamte Layout sollte „systematisch, ordentlich und sorgfältig ausgeführt werden, so dass dieser Tempel das würdevolle Vorzeigeobjekt des ganzen Landes“ wird.
Direkt vor der Stadt Ayutthaya liegt noch heute der Tempel Wat Panang Choeng, in dem eine Buddha-Statue von enormer Größe beheimatet ist. Der König wollte solch einen repräsentativen Tempel auch in seiner neuen Hauptstadt haben. Dazu beauftragte er Phra Phirenthorathep, aus Sukhothai eine fast acht Meter hohe Buddha-Statue über den Mae Nam Chao Phraya (Chao-Phraya-Fluss) nach Bangkok zu bringen. Die riesige Statue aus Bronze befand sich damals im Wat Mahathat, dem Haupttempel der historischen Hauptstadt Sukhothai, von dem nur noch Ruinen übrig sind.
Die Grundsteinlegung des neuen Tempels war am Sonntag dem ersten Februar 1807 auf dem Gelände, das neben einem brahmanischen Monument mit Namen Sao Ching Cha lag. Im folgenden Jahr erreichte die Barke mit der gewaltigen Buddha-Statue Bangkok. Sie wurde am Tha Chang („Elefanten-Pier“) gegenüber dem Königspalast festgemacht. Die Statue wurde ausgeladen und in einer feierlichen Prozession zur Tempelbaustelle gebracht. Dort wurde sie mit einer siebentägigen Feier als Zentrum des neuen Wihan installiert, später wurde das Gebäude um die Statue herum fertiggestellt.
Nun konnte der König dem Tempel seinen Namen geben. Der von ihm bevorzugte Name war „Wat Maha Suthawat“, doch es kursierten noch weitere Namen wie „Wat Phra Yai“ („Tempel der großen Buddha-Statue“) oder „Wat Sao Ching Cha“. Zuletzt einigte man sich auf den heutigen Namen „Wat Suthat Thepwararam“. Dieser Name bezieht sich auf die göttliche Stadt des Gottes Indra im Tavatimsa-Himmel. Der König verstarb noch im Jahre 1809, ohne die Fertigstellung des Tempels mitzuerleben.
König Rama II. (Phra Phutthaloetla) führte den Ausbau des Wihan fort. Da er selbst künstlerisch begabt war, legte er persönlich Hand an, als die riesigen Eingangstüren des Wihan mit Schnitzwerk verziert werden sollten. Die Originaltürflügel befinden sich heute im Nationalmuseum Bangkok. Der König schickte auch eine buddhistische Gesandtschaft nach Sri Lanka, um aus Anuradhapura Ableger des Original-Bodhi-Baumes zu beschaffen, unter dem der Buddha seine Erleuchtung erfahren haben soll. Ein Ableger wurde im Wat Suthat eingepflanzt, ein weiterer im Wat Mahathat und einer im Wat Saket. Im Jahre 1824 verstarb auch der zweite König vor Vollendung des Tempelbaus.
Während der Regierungszeit von König Rama III. (Phra Nang Klao) konnten die Bauarbeiten endlich beendet werden. Der König ließ auch einen Ubosot („Ordinationshalle“) von vergleichbarer Größe bauen, zusätzlich eine Sala Kan Parian („Predigthalle“) und den Sanghawat, den Wohnbereich für die Mönche. Zum Schluss wurde eine Kampheng Kaeo („Juwelenmauer“) um den gesamten Komplex gezogen. Im Jahre 1843 konnte der erste Abt sein Amt antreten. Im Jahr 1847 schließlich wurde eine großartige Eröffnungszeremonie abgehalten. Insgesamt vergingen so 40 Jahre von der Grundsteinlegung bis zur Einweihung des Tempels.

## Wichtige Gebäude

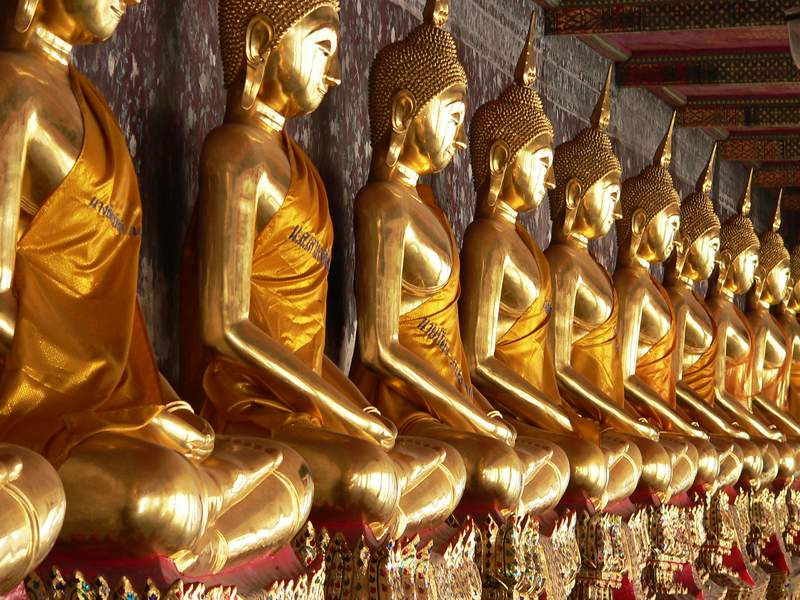
Buddha-Statuen in Meditationshaltung im Phra Rabiang Kot rings um den Phra Wihan Luang

Der Grundriss des Tempelgeländes lässt sich leicht mit dem symbolischen Aufbau des Berges Meru vergleichen, wie es der König Rama I. (Phra Phutthayotfa) vor mehr als 200 Jahren geplant hatte.
- Im Vorhof befinden sich rund um die kleine Kampheng Kaeo („Juwelen-Mauer“, die innere Mauer um den Wihan) insgesamt 28 Tha, Stein-Pagoden in chinesischem Stil. Es handelt sich hier um sechseckige Gebäude mit jeweils sechs Sektionen. Jede Sektion verfügt über kleine fensterartige Öffnungen, die gerade Platz genug für eine Laterne bieten. Die Pagoden sollen an die 28 Pacceka-Buddhas erinnern, die auf den Wandmalereien im Wihan beschrieben sind. In der nordöstlichen Ecke des Vorhofs ist die Statue von König Ananda Mahidol aufgestellt. Sie wurde am 2. November 1973 eingeweiht. König Bhumibol Adulyadej wohnte dieser Zeremonie bei.

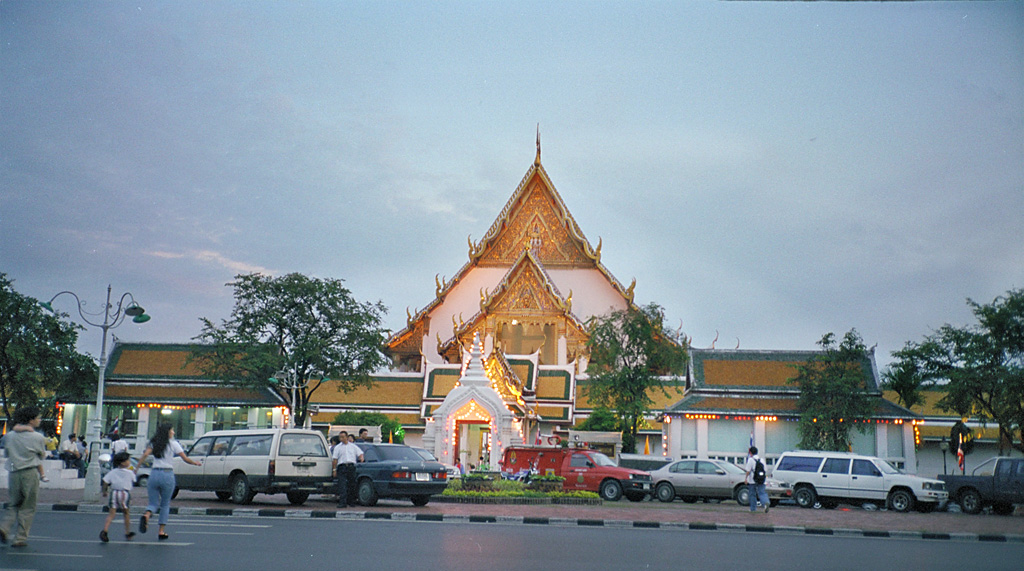
Am Abend des Visakha-Bucha-Festes 2000 vor dem Wat Suthat, Bangkok

- Wihan Luang, die Große Kapelle, beherbergt die Buddha-Statue Phra Si Sakyamuni. Das Gebäude hat eine Länge von 126 Meter und eine Breite von 26 Meter. Es ist gebaut im Ayutthaya-Stil, mit je einer Portikus vorne und hinten. An den vier Ecken des Wihan Luang stehen vier kleinere Pavillons, genannt Sala Thit, deren Dach auf zehn Säulen gestützt ist. Das Dach des Wihan ist mit grünen und orangen Kacheln gedeckt, die Dachkonstruktion selbst wird außen von 32 und innen von 8 Säulen gestützt. Es gibt je drei Eingangstüren vorne und hinten, je fünf Fenster in jeder Seitenwand. Das Innere des Wihan Luang ist mit Wandmalereien ausgeschmückt, welche Ende der 1980er Jahre mit finanzieller Unterstützung der Bundesrepublik Deutschland restauriert wurden. An den Wänden und zwischen den Fenstern sind die Geschichten der 28 Pacceka-Buddhas dargestellt, auf den Säulen sind Szenen aus dem Traiphum abgebildet.

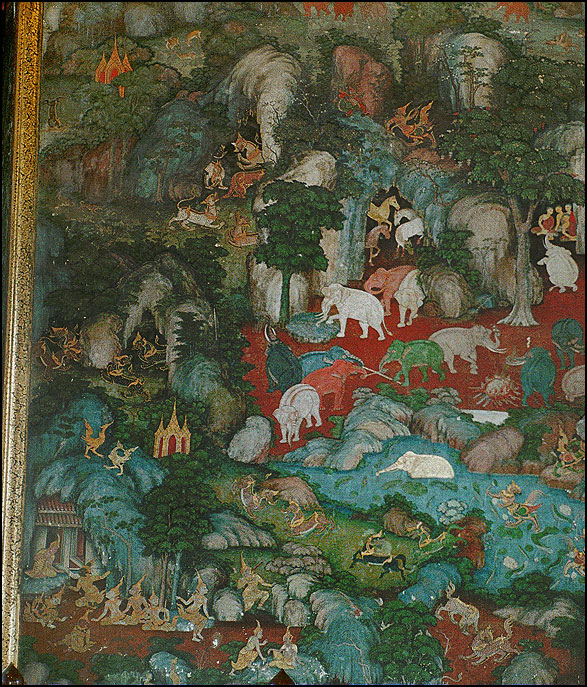
Himaphan Wandmalerei im Ubosot

- Die heilige Ordinationshalle (Bot oder Ubosot) hat den Ruf, die schönste in ganz Thailand zu sein. Sie ist 72 Meter hoch und 22 Meter breit. Ihr Dach wird von 68 quadratischen Säulen gestützt. Auf der Ost- sowie auf der Westseite des Bot gibt es jeweils zwei Eingangstüren, in den Seitenwänden sind je 13 Fenster angebracht, die Licht in das Innere des Heiligtums lassen. König Rama III. (Phra Nang Klao) hatte im Jahre 1843 ihre Konstruktion angeordnet. Die Haupt-Buddhastatue im Bot ist Phra Phuttha Tri Lokachet. Sie wurde in der Regierungszeit von König Rama IV. (Mongkut) geschaffen, allerdings ist das genaue Datum unbekannt. Vor der großen Statue sitzt eine weitere kleinere Statue, die von achtzig Jüngern des Buddha umgeben ist. Die Wände des Ubosot sind vom Boden bis zur Decke vollständig mit Wandmalereien bedeckt, die Geschichten aus der thailändischen Folklore erzählen (siehe auch: Himaphan).
- Die Satta Mahasathan sind die „Sieben Großen Stationen“, an denen sich der Buddha der Legende nach in den folgenden Wochen aufgehalten haben soll, nachdem er die Erleuchtung erlangt hatte. Sie sind hier durch chinesische Geng-Schreine oder auch durch bestimmte Bäume symbolisiert. Hier im Wat Suthat sind sie entlang der östlichen Umfassungsmauer aufgereiht. In der Vergangenheit waren sie Schauplatz der Wian-Tian-Zeremonie, bei der zum Visakha-Bucha-Feiertag die Gläubigen mit brennenden Kerzen und Lotusknospen in der Hand im Uhrzeigersinn das Zentralheiligtum umschreiten.